# Liste der Kulturdenkmale am Rennsteig

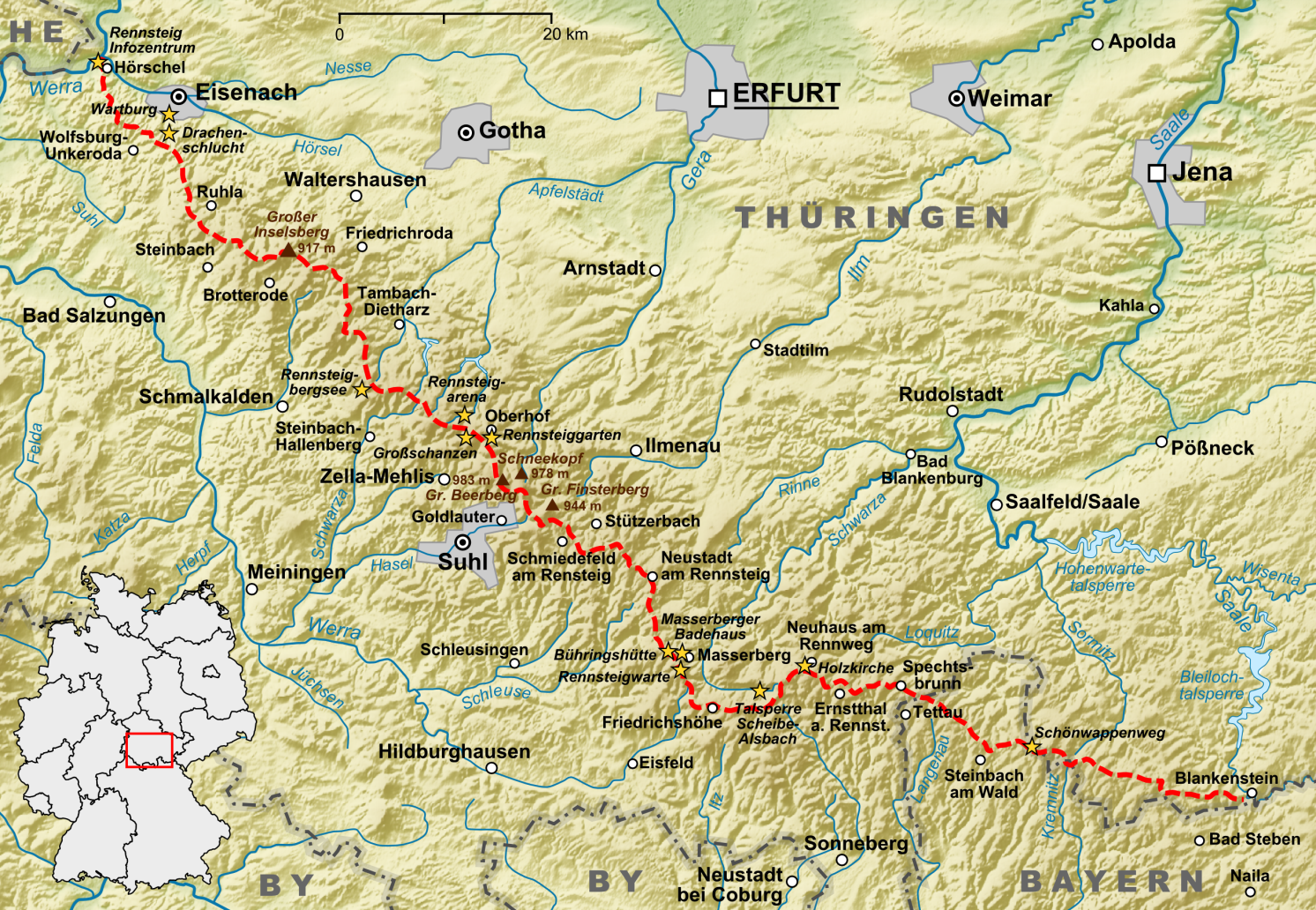
Rennsteigkarte

Die Liste der Kulturdenkmale am Rennsteig enthält die Einzeldenkmale und Sachgesamtheitsteile der Sachgesamtheit „Thüringer Rennsteig“ (auch Pläncknerscher Rennsteig genannt), die in den Denkmallisten des Freistaates Thüringen erfasst sind sowie die Baudenkmäler des Rennsteigs auf bayerischem Gebiet, die in den Denkmallisten des Freistaates Bayern enthalten sind. Der Pläncknersche Rennsteig wurde im September 1997 als Sachgesamtheit unter Denkmalschutz gestellt.
Zusätzlich wurden einige wesentliche Landmarken des Rennsteigs (ohne Denkmalschutz) aufgenommen.

## Legende
- Bild: zeigt ein Bild des Kulturdenkmals und gegebenenfalls einen Link zu weiteren Fotos des Kulturdenkmals im Medienarchiv Wikimedia Commons
- Bezeichnung: Name, Bezeichnung oder die Art des Kulturdenkmals
- Lage: Wenn vorhanden Straßenname und Hausnummer des Kulturdenkmals; Grundsortierung der Liste erfolgt nach dieser Adresse. Der Link Karte führt zu verschiedenen Kartendarstellungen und nennt die Koordinaten des Kulturdenkmals.
 Kartenansicht, um Koordinaten zu setzen – in dieser Kartenansicht sind Kulturdenkmale ohne Koordinaten mit einem roten bzw. orangen Marker dargestellt und können in der Karte gesetzt werden. Kulturdenkmale ohne Bild sind mit einem blauen bzw. roten Marker gekennzeichnet, Kulturdenkmale mit Bild mit einem grünen bzw. orangen Marker.
- Datierung: gibt das Jahr der Fertigstellung beziehungsweise das Datum der Erstnennung oder den Zeitraum der Errichtung an
- Beschreibung: bauliche und geschichtliche Einzelheiten des Kulturdenkmals, vorzugsweise die Denkmaleigenschaften
- ID: Die ID identifiziert das Kulturdenkmal eindeutig. In Thüringen sind aktuell keine IDs veröffentlicht. In der ID-Spalte kann sich auch folgendes Icon  befinden, dies führt zu Angaben zu diesem Kulturdenkmal bei Wikidata.

## Liste der Kulturdenkmale am Rennsteig
Bemerkung: kDS = kein Denkmalschutz

| Bild                           | Bezeichnung                                                                                        | Lage                                                                                         | Datierung | Beschreibung | ID  |
| ------------------------------ | -------------------------------------------------------------------------------------------------- | -------------------------------------------------------------------------------------------- | --------- | --- | --- |
| Fotos hochladen                | Beginn des Rennsteigs in Hörschel an der Werra                                                     | Hörschel (Karte)                                                                             |           | Hörschel (168 m) | kDS |
| Fotos hochladen                | Plänckner-Gedenkstein                                                                              | Hörschel (Karte)                                                                             |           | Gedenkstein für Julius von Plänckner (1791–1858) | kDS |
| weitere Bilder Fotos hochladen | Wegeobelisk Vachaer Stein                                                                          | Eisenach, an der B84 (Karte)                                                                 |           | Denkmal der Verkehrsgeschichte an der B84 Eisenach–Marksuhl, Wegeobelisk Vachaer Stein bzw. Förthaer Stein (372 m) bei km 8,7 |     |
| weitere Bilder Fotos hochladen | Steinkreuz Wilde Sau                                                                               | Eisenach (Karte)                                                                             | 1483      | ältester Gedenkstein am Rennsteig bei km 11,6 |     |
| weitere Bilder Fotos hochladen | Jagdschloss Hohe Sonne                                                                             | Eisenach, Hohe Sonne 1 (Karte)                                                               |           | Hohe Sonne (434 m) bei km 14,6 |     |
| Fotos hochladen                | Obelisk am Ruhlaer Häuschen                                                                        | Ruhla (Karte)                                                                                |           | Ruhlaer Häuschen (629 m) km 21,0 – Abzweig des Sallmannshäuser Rennsteigs |     |
| BW                             | Rennsteig-Ehrenmal                                                                                 | Ruhla (Karte)                                                                                |           | Rennsteig-Ehrenmal an Glöckner für die im 1. Weltkrieg gefallenen Mitglieder des Rennsteigvereins |     |
| Fotos hochladen                | Glasbachwiese                                                                                      | Ruhla (Karte)                                                                                |           | Glasbachwiese bei km 25,0 – ehem. Dreiherrenstein am Glasbach (von 1643, verschollen) | kDS |
| weitere Bilder Fotos hochladen | Dreiherrenstein am Großen Weißenberg                                                               | Steinbach (Karte)                                                                            | 1783      | Dreiherrenstein (740 m) bei km 27,8 – auch Böhnerstein genannt, nach dem Komponisten Johann Ludwig Böhner (1787–1860), der eine Oper Der Dreiherrenstein geschrieben hat. Grenzpunkt: ehem. Herzogtum Sachsen-Meiningen, Herzogtum Sachsen-Coburg und Gotha und von Kurhessen, hier Abzweig des Breitunger Rennsteigs                |     |
| Fotos hochladen                | Waldschänke am Dreiherrenstein                                                                     | Brotterode (Karte)                                                                           |           | urspr. Sitz der Scheffelgemeinde | kDS |
| Fotos hochladen                | Scheffeldenkmal                                                                                    | Brotterode (Karte)                                                                           |           | zur Erinnerung an den Dichter Joseph Victor von Scheffel (1826–1886) |     |
| weitere Bilder Fotos hochladen | Großer Inselsberg                                                                                  | Brotterode / Bad Tabarz (Karte)                                                              |           | Gr. Inselsberg (916 m) bei km 32,7 | kDS |
| Fotos hochladen                | Grenzsteine an den Reitsteinen                                                                     | Brotterode / Bad Tabarz (Karte)                                                              | 1777      | Grenzsteine am östlichen Aufstieg zum Großen Inselsberg, Grenze Herzogtum Sachsen-Gotha und Landgrafschaft Hessen-Kassel (Herrschaft Schmalkalden) |     |
| Fotos hochladen                | Kleiner Inselsberg – Grenzwiese                                                                    | Brotterode (Karte)                                                                           |           | Grenzadler-Stein an der Grenzwiese (723 m) bei km 34,0 |     |
| weitere Bilder Fotos hochladen | Heuberghaus                                                                                        | Friedrichroda (Karte)                                                                        |           | Berggasthof Heuberghaus (688 m) bei km 37,9 – an der Straße von Friedrichroda nach Kleinschmalkalden | kDS |
| Fotos hochladen                | Possenröder Kreuz                                                                                  | Kleinschmalkalden (Karte)                                                                    |           | Possenröder Kreuz (700 m) bei km 40,6 am alten Passübergang von Kleinschmalkalden nach Finsterbergen |     |
| weitere Bilder Fotos hochladen | Dreiherrenstein am Hangweg an der Ebertswiese                                                      | Floh-Seligenthal (Karte)                                                                     | 1586      | Dreiherrenstein (727 m) bei km 44,3 – Grenzstein des Herzogtums Sachsen-Weimar, der Herrschaft Schmalkalden und des Herzogtums Sachsen-Coburg-Eisenach (Amt Tenneberg), Bild, siehe |     |
| Fotos hochladen                | Gustav-Freytag-Stein                                                                               | Oberhof / Georgenthal (Karte)                                                                | 1719      | benannt nach dem Schriftsteller Gustav Freytag (1816–1895) und seinen Roman Die Ahnen. Der alte dreieckige Grenzstein von 1586 – Dreiherrenstein (H = Hessen, G = Amt Georgenthal und S = Amt Schwarzwald) ist verschollen, neuer Grenzstein seit 2009 – Stein Nr. 1 (876 m) bei km 57,8                                             |     |
| Fotos hochladen                | Landesgrenzsteine aus dem 16. bis 19. Jahrhundert Oberhof                                          | Oberhof                                                                                      |           | Landesgrenzsteine zwischen Hessen und dem Herzogtum Sachsen-Coburg-Gotha - Gustav-Freytag-Stein bis zum Grenzadler (Schützenwiese) – Stein 1 bis 50 - Grenzadler (Schützenwiese) bis zum Dietzel-Geba-Stein – Stein 1 bis 16 |     |
| weitere Bilder Fotos hochladen | Grenzadler Oberhof                                                                                 | Oberhof (Karte)                                                                              |           | Grenzstein am Grenzadler, früher Schützenwiese (876 m) bei km 61,4 an der Gemarkungsgrenze von Oberhof, ehem. Grenze zwischen dem Königreich Preußen und dem Herzogtum Sachsen-Coburg und Gotha |     |
| weitere Bilder Fotos hochladen | Dietzel-Geba-Stein (Stein 16)                                                                      | Oberhof (Karte)                                                                              | 1734      | Stein 16 an der Zellaer Leube (890 m) bei km 62,8 am Ort der Hinrichtung des Raubritters Dietzel von Geba († 1498) |     |
| weitere Bilder Fotos hochladen | Obelisk am Rondell                                                                                 | Oberhof (Karte)                                                                              | 1834      | Denkmal der Verkehrsgeschichte bei km 63,7 – das Rondell erinnert an den Bau der Straße Gotha-Oberhof-Zella von 1830 bis 1832 unter der Leitung von Julius von Plänckner, ehem. B247, jetzt Landstraße L3247 |     |
| Fotos hochladen                | Julius-Kober-Gedenkstein an der Suhler Ausspanne                                                   | Zella-Mehlis (Karte)                                                                         |           | Suhler Ausspanne (922 m) bei km 67,6 – zur Erinnerung an den Schriftsteller Julius Kober (1894–1970) |     |
| Fotos hochladen                | Rennsteig zwischen Alter Tränke und Suhler Ausspanne                                               | Gehlberg (Karte)                                                                             |           | Rennsteig-Abschnitt von Alter Tränke bis Suhler Ausspanne als Einzeldenkmal innerhalb der Sachgesamtheit, einschl. Tränckners Aussicht und höchstem Punkt des Rennsteigs (973 m). |     |
| weitere Bilder Fotos hochladen | Schmücke                                                                                           | Gehlberg (Karte)                                                                             |           | Siedlung Schmücke (916 m) bei km 71,0 | kDS |
| weitere Bilder Fotos hochladen | Bahnhof Rennsteig                                                                                  | Schmiedefeld am Rennsteig (Karte)                                                            | 1906      | Bahnhof (747 m) der ehem. Bahnstrecke Plaue–Themar bei km 78,4 | kDS |
| BW                             | Kleiner Dreiherrenstein                                                                            | Frauenwald (Karte)                                                                           | 1630      | Dreiherrenstein (825 m), Bild, siehe |     |
| weitere Bilder Fotos hochladen | Großer Dreiherrenstein                                                                             | Frauenwald, bei der Waldbaude, an der Straße von Neustadt am Rennsteig nach Allzunah (Karte) | 1596      | Grenzpunkt (808 m) der ehem. Länder Grafschaft Henneberg (später Königreich Preußen), Schwarzburg-Sondershausen und Herzogtum Sachsen-Meiningen bei km 83,8 |     |
| BW                             | Streckenabschnitt des „Thüringer Rennsteigs“ mit Sachteilen in Neustadt am Rennsteig               | Neustadt am Rennsteig (Karte)                                                                |           | Landesgrenzsteine aus dem 16. bis 19. Jahrhundert im Bereich Neustadt am Rennsteig, siehe Liste der Kulturdenkmale in Großbreitenbach |     |
| Fotos hochladen                | Grenzstein                                                                                         | Neustadt am Rennsteig (Karte)                                                                |           | im Zentrum von Neustadt am Rennsteig (785 m) bei km 88,7 |     |
| BW                             | Steinkreuz                                                                                         | Neustadt am Rennsteig (Karte)                                                                |           | südl. des Ortes, an der Straße Neustadt-Kahlert, ca. 300 m hinter dem Ortsschild |     |
| Fotos hochladen                | Laßmannstein                                                                                       | Masserberg (Karte)                                                                           |           | zur Erinnerung an den Förster Christoph Wilhelm Laßmann († 6. Sept. 1764) |     |
| weitere Bilder Fotos hochladen | Triniusstein                                                                                       | Masserberg (Karte)                                                                           |           | zur Erinnerung an den Schriftsteller August Trinius (1851–1919) |     |
| BW                             | Streckenabschnitt des „Thüringer Rennsteigs“ mit Sachteilen in Masserberg                          | Masserberg (Karte)                                                                           |           | Landesgrenzsteine aus dem 16. bis 19. Jahrhundert im Bereich Masserberg bei km 98,1 |     |
| Fotos hochladen                | Rennsteigwarte                                                                                     | Masserberg (Karte)                                                                           |           | Rennsteigwarte auf dem Eselsberg (842 m) | kDS |
| weitere Bilder Fotos hochladen | Dreiherrenstein an der Hohen Heide                                                                 | Goldisthal / Masserberg (Karte)                                                              | 1846      | Grenzpunkt (832 m) des Herzogtums Sachsen-Meiningen, des Fürstentums Schwarzburg-Rudolstadt und des Fürstentums Schwarzburg-Sondershausen bei km 100,0 |     |
| Fotos hochladen                | Landesgrenzsteine aus dem 17. bis 19. Jahrhundert / Eisfelder Ausspanne                            | Goldisthal / Masserberg (Karte)                                                              |           | Rennsteig an der Eisfelder Ausspanne (752 m) bei km 102,1 – ehemalige Grenze zwischen Schwarzburg-Rudolstadt und den Ernestinischen Herzogtümern Sachsen-Coburg bzw. später Herzogtum Sachsen-Meiningen, z. T. als Wappensteine mit dem sächsischen Rautenkranz und den schwarzenburgischen gekreuzten Gabeln.                       |     |
| Fotos hochladen                | Bruno-von-Germar-Gedenkstein                                                                       | Friedrichshöhe (Karte)                                                                       | 1925      | zur Erinnerung an den Schriftsteller Bruno von Germar († 1924) |     |
| Fotos hochladen                | Landesgrenzsteine aus dem 16. bis 19. Jahrhundert                                                  | Friedrichshöhe (Karte)                                                                       |           | Landesgrenzsteine aus dem 16. bis 19. Jahrhundert am Rennsteig bei Friedrichshöhe, ehemalige Grenze zwischen Schwarzburg-Rudolstadt und den Ernestinischen Herzogtümern Sachsen-Coburg bzw. später Sachsen-Meiningen, z. T. als Wappensteine mit dem sächsischen Rautenkranz und den schwarzenburgischen gekreuzten Gabeln.          |     |
| weitere Bilder Fotos hochladen | Obelisk Dreistromstein (1733)                                                                      | Siegmundsburg (Karte)                                                                        | 1906      | Wasserscheidepunkt von Weser, Elbe und Rhein bei km 108,0 |     |
| Fotos hochladen                | Kleiner Dreiherrenstein bzw. Dreiherrenstein am Saarzipfel                                         | Siegmundsburg / Scheibe-Alsbach (Karte)                                                      | 1733      | Grenzstein des Herzogtums Sachsen-Meiningen, Sachsen-Hildburghausen und des Fürstentums Schwarzburg-Rudolstadt |     |
| Fotos hochladen                | Landesgrenzsteine aus dem 16. bis 19. Jahrhundert                                                  | Siegmundsburg (Karte)                                                                        |           | Landesgrenzsteine aus dem 16. bis 19. Jahrhundert am Rennsteig bei Siegmundsburg, ehemalige Grenze zwischen Schwarzburg-Rudolstadt und den Ernestinischen Herzogtümern Sachsen-Coburg bzw. später Herzogtum Sachsen-Meiningen, z. T. als Wappensteine mit dem sächsischen Rautenkranz und den schwarzenburgischen gekreuzten Gabeln. |     |
| BW                             | Landesgrenzsteine aus dem 16. bis 19. Jahrhundert                                                  | Scheibe-Alsbach (Karte)                                                                      |           | Landesgrenzsteine aus dem 16. bis 19. Jahrhundert im Bereich Scheibe-Alsbach |     |
| Fotos hochladen                | Landesgrenzsteine aus dem 16. bis 19. Jahrhundert                                                  | Steinheid (Karte)                                                                            |           | Landesgrenzsteine der ehem. Grenze zwischen Sachsen-Coburg (ab 1735/42 Sachsen-Meiningen) und Schwarzburg-Rudolstadt |     |
| BW                             | Landesgrenzsteine aus dem 16. bis 19. Jahrhundert                                                  | Neuhaus am Rennweg (Karte)                                                                   |           | Landesgrenzsteine der ehem. Grenze zwischen Sachsen-Coburg (ab 1735/42 Sachsen-Meiningen) und Schwarzburg-Rudolstadt |     |
| Fotos hochladen                | Dreiherrenstein Hoher Lach                                                                         | Neuhaus am Rennweg (Karte)                                                                   | 1548      | Grenzpunkt der Territorien von Sachsen-Coburg bzw. ab 1735/42 Sachsen-Meiningen, Schwarzburg-Rudolstadt und der Herrschaft Gräfenthal bei km 120,2 |     |
| Fotos hochladen                | Kriegerdenkmal am Rennsteig                                                                        | Ernstthal (Karte)                                                                            | 1921      | Ehrenmal für die im 1. Weltkrieg gefallenen Thüringer Wintersportler |     |
| BW                             | Sachgesamtheit des Pläncknerschen Rennsteigs auf einem Teil der Gemarkungsgrenzen von Hasenthal    | Hasenthal, OT von Sonneberg (Karte)                                                          |           | siehe Liste der Kulturdenkmale der Sonneberger Ortsteile |     |
| weitere Bilder Fotos hochladen | Berggasthof Brand                                                                                  | Spechtsbrunn (Karte)                                                                         |           | Berggasthof Brand (774 m) bei km 126,0 am ehem. Schieferbruch, früher „Naumburger Hütte“ |     |
| BW                             | Sachgesamtheit des Pläncknerschen Rennsteigs auf einem Teil der Gemarkungsgrenzen von Spechtsbrunn | Spechtsbrunn, OT von Sonneberg (Karte)                                                       |           | siehe Liste der Kulturdenkmale der Sonneberger Ortsteile |     |
| Fotos hochladen                | Streckenabschnitt des „Thüringer Rennsteigs“ mit Sachteilen in Buchbach                            | Buchbach, Kreuzung L1152/L1150 Naturparkinformationszentrum (Karte)                          |           | an der Kreuzung Kalte Küche (690 m) bei km 129,5 |     |
| Fotos hochladen                | Gasthaus „Kalte Küche“                                                                             | Buchbach, Buchbach 53 (Karte)                                                                |           | Gasthaus „Kalte Küche“ (Ausspanne) als Bestandteil der Sachgesamtheit „Thüringer Rennsteig“. |     |
| weitere Bilder Fotos hochladen | Abschnitt des Rennsteigs an der Schildwiese                                                        | Lichtenhain b. Gräfenthal, Schildwiese-L2659 (Karte)                                         |           | mit dem Mahnmal an der Schildwiese |     |
| weitere Bilder Fotos hochladen | Grenzstein an der Schildwiese                                                                      | Lauenstein, Schildwiese-L2659 (Karte)                                                        | 1725      | Schildwiese (699 m) bei km 132,0 – Baudenkmal Bayern D-4-76-152-36 |     |
| weitere Bilder Fotos hochladen | Forsthaus Weidmannsheil mit Julius-Kober-Gedenkstein                                               | Waidmannsheil bei Ludwigsstadt (Karte)                                                       |           | Ehem. Waldhaus Weidmannsheil (681 m) bei km 136,7 – Gründungsort des Rennsteigvereins (1896) und Gedenkstein für den Schriftsteller Julius Kober (1894–1970) | kDS |
| weitere Bilder Fotos hochladen | Obelisk an der Wasserscheide                                                                       | Steinbach am Wald (Karte)                                                                    |           | Wasserscheide (624 m) Elbe – Rhein bei km 140,1 |     |
| weitere Bilder Fotos hochladen | Landesgrenzstein Nr. 625 am Schönwappenweg                                                         | Lauenhain (Karte)                                                                            | 1727      | Landesgrenzstein Nr. 625 mit Wappen der Markgrafschaft Bayreuth und des Herzogtums Sachsen-Coburg-Saalfeld, Baudenkmal Bayern D-4-76-152-56, am Schönwappenweg |     |
| weitere Bilder Fotos hochladen | Landesgrenzstein Nr. 629 am Schönwappenweg                                                         | Lauenhain (Karte)                                                                            | 1727      | Landesgrenzstein Nr. 629 mit Wappen der Markgrafschaft Bayreuth und des Herzogtums Sachsen-Coburg-Saalfeld, Baudenkmal Bayern D-4-76-152-56 |     |
| weitere Bilder Fotos hochladen | Dreiwappenstein am Kießlich                                                                        | Haßlach bei Teuschnitz (Karte)                                                               | 1717      | Dreiherrenstein (723 m) bei km 143,7 – Landesgrenzstein Nr. 634, Baudenkmal Bayern D-4-76-152-30 |     |
| weitere Bilder Fotos hochladen | Kleiner Bischofstein am Schönwappenweg                                                             | Reichenbach (Karte)                                                                          | 1651      | Landesgrenzstein Nr. 638 mit Wappen des Hochstifts Bamberg und des Herzogtums Sachsen-Gotha, Baudenkmal Bayern D-4-76-152-31 |     |
| BW                             | Streckenabschnitt des „Thüringer Rennsteigs“ mit Sachteilen                                        | Lehesten (Karte)                                                                             |           | siehe Liste der Kulturdenkmale in Lehesten |     |
| weitere Bilder Fotos hochladen | Großer Bischofstein am Schönwappenweg                                                              | Reichenbach (Karte)                                                                          | 1619      | Landesgrenzstein Nr. 648, Baudenkmal Bayern D-4-76-166-11 |     |
| weitere Bilder Fotos hochladen | Kurfürstenstein am Schönwappenweg                                                                  | Reichenbach (Karte)                                                                          | 1513      | Landesgrenzstein Nr. 656 mit Wappen des Hochstifts Bamberg und des Kurfürstentums Sachsen, Baudenkmal Bayern D-4-76-166-12 |     |
| weitere Bilder Fotos hochladen | Kurfürstenstein am Schönwappenweg                                                                  | Reichenbach (Karte)                                                                          |           | Landesgrenzstein Nr. 661 mit bambergischem und kursächsischem Wappen, Baudenkmal Bayern D-4-76-166-10 |     |
| weitere Bilder Fotos hochladen | Kurfürstenstein am Schönwappenweg                                                                  | Reichenbach (Karte)                                                                          |           | Landesgrenzstein Nr. 663 mit bambergischem und kursächsischem Wappen, Baudenkmal Bayern D-4-76-166-10 |     |
| BW                             | Streckenabschnitt des „Thüringer Rennsteigs“ mit Sachteilen in Brennersgrün                        | Brennersgrün (Karte)                                                                         |           | siehe Liste der Kulturdenkmale in Lehesten |     |
| BW                             | Dreiherrenstein Hohe Tanne                                                                         | Brennersgrün / Tschirn (Karte)                                                               | 1845      | bei km 150,3 – Bild, siehe |     |
| Fotos hochladen                | Rennsteigdenkmal Blankenstein                                                                      | Blankenstein (Karte)                                                                         | 1903      | |     |
| Fotos hochladen                | Ende des Rennsteigs in Blankenstein an der Selbitz                                                 | Blankenstein (Karte)                                                                         |           | Selbitzbrücke (415 m) bei km 168,3 | kDS |